# Amina Gutschi
Amina Sarah Gutschi (* 20. Mai 1987) ist eine österreichische Fußballschiedsrichterassistentin.
Seit 2020 steht sie auf der Liste der FIFA-Schiedsrichter und ist an der Spielleitung internationaler Fußballspiele beteiligt, unter anderem in der Women’s Champions League und der Women’s Nations League.
Gutschi war unter anderem Schiedsrichterassistentin bei der U-17-Europameisterschaft 2022 in Bosnien und Herzegowina, bei der U-20-Weltmeisterschaft 2024 in Kolumbien sowie bei diversen Qualifikations- und Freundschaftsspielen.
Am 2. November 2024 debütierte Gutschi in der österreichischen Bundesliga und war damit die zweite Schiedsrichterin (nach Sara Telek) in der höchsten österreichischen Spielklasse.